# Szarek (Ełk)
Pour les articles homonymes, voir Szarek.
Szarek est un village polonais de la gmina d'Ełk, dans le powiat d'Ełk, voïvodie de Varmie-Mazurie, au nord-est du pays. 
Il est situé à environ 6 km à l'ouest d'Ełk et à 118 km à l'est de la capitale régionale Olsztyn.

## Histoire
Jusqu'en 1945, Sarken fait partie de l'arrondissement de Lyck dans le district de Gumbinnen (à partir de 1905 : district d'Allenstein) de la province prussienne de Prusse-Orientale.